# كارول روث سيلفر
كارول روث سيلفر (ولدت في 1 أكتوبر 1938) محامية أمريكية وناشطة في مجال الحقوق المدنية. كانت من بين ركاب الحرية، واعتُقلت وسُجنت لمدة 40 يومًا في ولاية مسيسيبي. وكانت من بين أعضاء مجلس المشرفين في سان فرانسيسكو الذين استهدفهم دان وايت في اغتيالات موسكون-ميلك، لكنها نجت من الاغتيال لأنها لم تكن في مكتبها وقت جرائم القتل.

## النشأة
نشأت سيلفر في عائلة يهودية في ووستر، ماساتشوستس. التحقت بجامعة شيكاغو وحصلت على درجة البكالوريوس عام 1960 ودرجة الدكتوراه عام 1964. كانت زميلة في كلية جون ف. كينيدي الحكومية بجامعة هارفارد.

## المسيرة المهنية
انتقلت سيلفر إلى كاليفورنيا وعمل في كلية الحقوق بجامعة جولدن جيت وكلية لون ماونتن (الآن جامعة سان فرانسيسكو) وولاية سان فرانسيسكو. عملت في برنامج المساعدة القانونية الريفية في كاليفورنيا.

### ركاب الحرية
في عام 1961، كانت بين ركاب الحرية أثناء حركة الحقوق المدنية، وهم نشطاء الحقوق المدنية الذين ركبوا الحافلات إلى الجنوب لتحدي الفصل العنصري المستمر من خلال الانتهاك المتعمد لقوانين غرف الانتظار المنفصلة في محطات الحافلات بين الولايات. تذكرت في عام 2011:
«في 2 يونيو 1961، ركبت حافلة في نيويورك متجهة إلى جاكسون. ذهبت الحافلة إلى ناشفيل، حيث كتبنا وصياتنا. عندما وصلنا إلى جاكسون، في 7 يونيو، ذهبت إلى غرفة الانتظار بمحطة الحافلات المعنونة ملون. خطوت ثلاث خطوات واعتقلت ونُقلت إلى سجن المدينة».
حُكم على سيلفر بالسجن ستة أشهر لكن أطلق سراحها بعد أن أمضت 40 يومًا. في عام 2011، في الذكرى الخمسين لركاب الحرية، ظهرت في برنامج أوبرا وينفري للحديث عن التجربة. في عام 2014، نشرت كتابًا بعنوان «مذكرات راكبة الحرية: ملاحظات مهربة من سجن بارشمان».

### العمل السياسي
بدأت سيلفر حياتها السياسية عام 1970، إذ ترشحت لمنصب مدقق حسابات المدينة في بيركلي. انتقلت بعد ذلك إلى سان فرانسيسكو وترشحت لمجلس المشرفين في سان فرانسيسكو. كانت انتخاب سيلفر عام 1977 جزءًا من تحول نحو التنوع في مجلس المشرفين في سان فرانسيسكو. ووصفت بأنها أول أم غير متزوجة في المجلس.
قالت سيلفر في 2011: «بصفتنا زميلًا لهارفي ميلك، كان إرثنا يتمثل في تحويل ميزان القوى بشكل كبير إلى الأشخاص الأصغر سنًا والأقل ثراءً في مدينة سان فرانسيسكو. كنا أول مشرفين منتخبين على مستوى المقاطعة ولدينا جذور في المجتمعات العرقية في المدينة».

#### اغتيال موسكون-مينك
في عام 1984، ورد أن مشرف المدينة السابق دان وايت اعترف لمحقّق جرائم القتل في إدارة شرطة سان فرانسيسكو فرانك فالزون، بعد ست سنوات من إطلاق النار وقتل عمدة سان فرانسيسكو جورج موسكون وهارفي ميلك، بأن جرائم القتل كانت مع سبق الإصرار. قال فالزون إن وايت أخبره أنه خطط لقتل ليس فقط ميلك وموسكون، ولكن أيضًا سيلفر وعضو مجلس الدولة ويلي براون. بُرّء وايت من جريمة القتل العمد من الدرجة الأولى وأدين بالقتل العمد بعد أن جادل محاموه بأنه قدرته تقلصت في وقت جرائم القتل، باستخدام ما أصبح يعرف باسم دفاع توينكي. قضى وايت خمس سنوات في السجن لجريمتي القتل.